# Live at the Fillmore East
Live at the Fillmore East es un álbum en directo del músico canadiense Neil Young junto al grupo de apoyo Crazy Horse, publicado por la compañía discográfica Reprise Records en noviembre de 2006. 
El álbum es la primera publicación bajo la serie Archive Performance Series, que recoge grabaciones en directo de los archivos personales de Young. A pesar de ser el primer lanzamiento de la serie, supone el segundo volumen de la colección, dado que la serie documenta la carrera musical de Young en orden cronológico: así, en 2008 publicó Sugar Mountain - Live At Canterbury House 1968, mientras que en 2009 editó Live at the Riverboat 1969.
El álbum debutó en el puesto 55 de la lista estadounidense Billboard 200 la semana del 2 de diciembre de 2006 con 20 000 copias vendidas. 

## Trasfondo
Live at the Fillmore East recoge extractos de varios conciertos que Young tocó en el Fillmore East de Nueva York con el grupo Crazy Horse, en una gira organizada entre febrero y marzo de 1970 tras la publicación de Everybody Knows This Is Nowhere. Young tocó un total de cuatro conciertos en el Fillmore East entre el 6 y el 7 de marzo, cada concierto integrado por un set acústico en solitario y un segundo set eléctrico con el apoyo de Crazy Horse. El álbum contiene exclusivamente las canciones interpretadas durante el set eléctrico, a excepción de "Cinnamon Girl", e incluyó dos canciones inéditas hasta la fecha: "Winterlong", originalmente publicada en el recopilatorio de 1977 Decade, y "Wonderin'", cuya versión de estudio apareció en el álbum de 1983 Everybody's Rockin'.
El álbum es también la primera publicación de un concierto de Crazy Horse con el guitarrista Danny Whitten, que falleció a causa de una sobredosis en 1972. También incluyó la presencia de Jack Nitzsche como miembro oficial del grupo, tal y como Young indica en la introducción de la banda. Una versión alternativa en directo de "Come On Baby Let's Go Downtown" fue también publicada en el álbum de 1975 Tonight's the Night, mientras que una versión de estudio apareció en el álbum debut de Crazy Horse. 

## Ediciones
Live at the Fillmore East supone el primer lanzamiento de los largamente pospuestos archivos musicales de Young, cuyos planes de publicación comenzaron a finales de la década de 1980. El álbum supuso una salida de los formatos esperados, dado que el músico había expresado en varias entrevistas su interés en publicar varias cajas recopilatoria con varios discos de material inédito y conciertos. Un año después, Young publicó Live at Massey Hall 1971, un nuevo concierto que obtuvo mejores resultados comerciales.
La primera caja recopilatoria, The Archives Vol. 1 1963-1972, fue en principio anunciada en marzo de 2007 con la intención de publicarse en septiembre u octubre del mismo año. Tras varios meses sin noticia del lanzamiento, se fijó una segunda fecha de publicación en febrero de 2008 que también fue pospuesta. Finalmente, The Archives Vol. 1 1963-1972, que incluyó ocho álbumes con grabaciones inéditas y varios de los discos previamente publicados bajo el epígrafe Archive Performance Series, fue publicada en junio de 2009.
Live at the Fillmore East fue publicado en formato LP y en CD+DVD. La versión en DVD incluyó las canciones del álbum con fotografías de los conciertos, reproducciones de la letra de las canciones y reseñas de la época, así como un sonido en alta definición de 24 bit/96 kHz. La versión en LP, impresa en vinilo de 200 gramos y publicada por Classic Records, debió haber incluido en un principio una versión en directo de "Cinnamon Girl" como tema extra, aunque el producto final mantuvo la lista de canciones del CD y del DVD.

## Lista de canciones
Todas las canciones escritas y compuestas por Neil Young excepto donde se anota. 
| N.º | Título                            | Escritor(es)              | Duración |  |
| 1.  | «Everybody Knows This Is Nowhere» |                           | 3:36     |  |
| 2.  | «Winterlong»                      |                           | 3:40     |  |
| 3.  | «Down By the River»               |                           | 12:24    |  |
| 4.  | «Wonderin'»                       |                           | 3:35     |  |
| 5.  | «Come On Baby Let's Go Downtown»  | Danny Whitten, Neil Young | 3:51     |  |
| 6.  | «Cowgirl in the Sand»             |                           | 16:09    |  |

## Personal
Músicos
- Neil Young: guitarra y voz
- Crazy Horse:
  - Danny Whitten: guitarra y coros.
  - Jack Nitzsche: piano
  - Billy Talbot: bajo
  - Ralph Molina: batería

Equipo técnico
- Paul Rothchild: productor musical
- Peter K. Siegel: ingeniero de sonido y mezcla de "Cowgirl in the Sand".
- John Nowland: conversión analógica-digital y mezclas.
- Tim Mulligan: masterización
- John Hausmann: ingeniero asistente

## Posición en listas
| País              | Lista               | Posición |
| ----------------- | ------------------- | -------- |
| Bélgica (Flandes) | Ultratop 200 Albums | 71       |
| Estados Unidos    | Billboard 200       | 55       |
| Estados Unidos    | Top Rock Albums     | 18       |
| Países Bajos      | Mega Album Tol 100  | 64       |